# 大世界 (电影)
《大世界》（原名：好极了）是刘健执导的一部中国动画电影，入选第67届柏林电影节主竞赛单元。这是首部入围欧洲三大国际影展主竞赛单元的中国动画长片，也是继宫崎骏的《千与千寻》之后，入围柏林电影节主竞赛单元的第二部亚洲动画电影。獲得第54屆金馬獎最佳动画长片，更名为《大世界》。

## 剧情
在中国南方的一个小镇，司机小张为了筹钱给整容失败的女友古燕子继续做手术，就偷了他老板刘叔的一包现金，从而引起了许多灾难性的连锁反应。

## 角色
- 小张，司机
- 古燕子，小张女友
- 刘叔，建筑公司老板
- “瘦皮”，杀手
- “黄眼”，江湖大盗

## 制作
这是继《刺痛我》后刘健导演的第二部动画长片，由刘健自编自导，用时3年制作完成。影片充满黑色幽默，并致敬了《教父》和《洛奇》这两部经典作品。

## 獲獎與提名

### 柏林影展
| 年份 | 獲提名     | 獎項   | 結果 |
| ---- | ---------- | ------ | ---- |
| 2017 | 《好極了》 | 金熊獎 | 提名 |

### 金馬獎
| 年份 | 獲提名                                            | 獎項             | 結果 |
| ---- | ------------------------------------------------- | ---------------- | ---- |
| 2017 | 《大世界》                                        | 最佳動畫長片     | 獲獎 |
| 2017 | 《我愛香格里拉》 詞：劉健 曲：王達 唱：朱虹、王達 | 最佳原創電影歌曲 | 提名 |
| 2017 | 劉健                                              | 最佳原著劇本     | 提名 |

### 東京動畫獎
| 年份 | 獲提名              | 獎項         | 結果   |
| ---- | ------------------- | ------------ | ------ |
| 2018 | 《Have A Nice Day》 | 最佳動畫長片 | 優秀獎 |

## 争议
2017年6月，有消息报道，《好极了》被曝光称该片未获得赴海外参赛的官方许可，导致被中国政府强制要求下架。但本片最终于2018年1月12日以标题《大世界》在中国大陆上映。